# Unknown Memory (musikalbum av Yung Lean)
Unknown Memory är den svenska artisten Yung Leans debutalbum. Albumet utgavs den 23 oktober 2014 av YEAR0001.

## Låtlista
Alla låtar är skrivna och komponerade av Yung Lean. 
| Nr           | Titel                          | Producent(er)  | Längd |
| ------------ | ------------------------------ | -------------- | ----- |
| 1.           | Blommor (Intro)                | Gud            | 1:33  |
| 2.           | Blinded                        | Gud            | 4:14  |
| 3.           | Sunrise Angel                  | Whitearmor     | 3:00  |
| 4.           | Yoshi City                     | Gud            | 3:45  |
| 5.           | Ice Cold Smoke                 | Gud            | 1:41  |
| 6.           | Dog Walk (Intermission)        | Gud            | 1:07  |
| 7.           | Don't Go                       | Yung Sherman   | 3:56  |
| 8.           | Ghosttown (feat. Travis Scott) | Gud            | 5:10  |
| 9.           | Monster                        | Yung Sherman   | 4:15  |
| 10.          | Volt                           | Whitearmor Gud | 3:13  |
| 11.          | Leanworld                      | Whitearmor     | 3:59  |
| 12.          | Sandman                        | Yung Sherman   | 2:59  |
| 13.          | Helt Ensam (Outro)             | Gud            | 3:06  |
| Total längd: | Total längd:                   | Total längd:   | 41:57 |